# Boxers (canción)
«Boxers» (en español: «Boxeadores») es una canción de Morrissey, lanzado en enero de 1995 para promover una gira del mismo nombre.
El sencillo alcanzó el número 23 en la lista de sencillos del Reino Unido, a pesar de que no figure en disco en el momento de la liberación. La pista del título y las dos caras B más tarde se cumplirán en World of Morrissey, que se publicó en febrero de ese año.

## Lista de canciones

### 7" y casete
1. «Boxers»
2. «Have-a-Go Merchant»

### 12" y CD
1. «Boxers»
2. «Have-a-Go Merchant»
3. «Whatever Happens, I Love You»

## Créditos
- Morrissey: voz
- Alain Whyte: guitarra
- Boz Boorer: guitarra, saxofón, clarinete
- Jonny Bridgwood: guitarra y bajo
- Woodie Taylor: batería

- Datos: Q3643265